# 白透骨消
白透骨消（学名：Glechoma biondiana）为唇形科活血丹属下的一个种。

## 扩展阅读
- 維基物種上的相關：白透骨消